# Siciliani
I siciliani (in siciliano siciliani) sono un gruppo etnico europeo di lingua romanza indigeno all'isola di Sicilia, la più grande del Mediterraneo, nonché la più grande e popolosa delle regioni a statuto speciale d'Italia.

## Storia

### Preistoria

Mappa dei più importanti siti archeologici della Sicilia legati alle culture pre-elleniche

Il popolo siciliano è indigeno dell'isola di Sicilia, che fu popolata per la prima volta a partire dal Paleolitico e dal Neolitico. Secondo lo storico italiano Carlo Denina, l'origine dei primi abitanti della Sicilia non è meno oscura di quella dei primi italiani; tuttavia, non c'è dubbio che gran parte di questi primi individui si recarono in Sicilia dall'Italia meridionale, altri dalle isole della Grecia e dalle coste dell'Iberia e dell'Europa occidentale.
Gli abitanti originari della Sicilia, assorbiti nella popolazione attuale, erano tribù conosciute dai Greci antichi come Elimi, Sicani e Siculi. I Siculi, parlanti una lingua indoeuropea, migrarono dalla terraferma italiana nel secondo millennio a.C. Gli Elimi, probabilmente indoeuropei, potrebbero essere giunti da Anatolia centrale o meridionale, Calabria o Isole egee. I Sicani, considerati i più antichi abitanti, migrarono dall'attuale bacino del fiume Xúquer in Spagna. La cultura del vaso si diffuse dalla Sardegna alla Sicilia, influenzando principalmente il nord-ovest e il sud-ovest dell'isola.
Tutte e tre le tribù vivevano sia uno stile di vita sedentario pastorale e di frutteto, sia uno stile di vita semi-nomade di pesca, transumanza e agricoltura mista. Prima della rivoluzione neolitica, i siciliani paleolitici avrebbero vissuto uno stile di vita da cacciatori-raccoglitori, proprio come la maggior parte delle culture umane prima del Neolitico. Il Salso costituiva il confine territoriale tra Siculi e Sicani. Indossavano abiti di base fatti di lana, fibre vegetali, papiro, sparto, pelli di animali, foglie di palma, cuoio e pelliccia e creavano strumenti di uso quotidiano, nonché armi, utilizzando la forgiatura dei metalli, la lavorazione del legno e la ceramica. Di solito vivevano in un nucleo familiare, con anche alcuni membri della famiglia allargata, di solito all'interno di una capanna in pietra a secco, una lunga casa neolitica o una semplice capanna fatta di fango, pietre, legno, foglie di palma o erba. I loro principali mezzi di trasporto erano il cavallo, gli asini e i carri. Negli scavi archeologici, soprattutto nelle tombe dei cimiteri, sono state scoperte prove di gatti selvatici da compagnia, cani cirneco e giocattoli per bambini.

## Conferme genetiche

### Studi autosomici
Diversi studi che coinvolgono l'analisi dell'intero genoma degli italiani continentali e dei siciliani hanno scoperto che i campioni provenienti dal Nord Italia, dall'Italia meridionale e dalla Sicilia appartengono alle proprie sequenze di geni separate uniche/distinte, mentre un divario genetico è riempito da una sequenza di geni intermedia dell'Italia centrale, creando un cline continuo di variazione che rispecchia la geografia. Geneticamente, i siciliani sono i più vicini agli altri italiani del sud, e soprattutto ai calabresi. Altri studi hanno inoltre dimostrato che la popolazione della Sicilia è geneticamente molto simile a quella di Malta e ai gruppi di lingua greca delle Isole Ionie, delle Isole Egee, di Creta e del Peloponneso mentre il resto della Grecia continentale appare leggermente differenziato, raggruppandosi con le altre popolazioni dei Balcani meridionali come gli albanesi dell’Albania, del Kosovo e il popolo arbëreshë.

### Studi sul MtDna e sul DNA Y
Secondo uno studio, in Sicilia gli aplogruppi Y-DNA sono stati trovati con le seguenti frequenze: R1 (36,76%), J (29,65%), E1b1b (18,21%), I (7,62%), G (5,93%), T (5,51%), Q (2,54%). Gli aplogruppi R1 e I sono tipici nelle popolazioni dell'Europa occidentale e nordeuropea mentre J, T, G, Q ed E1b1b (e le loro varie sottocladi) consistono in lignaggi con distribuzione differenziale in Europa e nel Mediterraneo. I cinque principali aplogruppi MtDNA presenti in Sicilia sono gli aplogruppi H, K, X, W e U, che sono anche i cinque aplogruppi MtDNA più comunemente riscontrati in Europa e nel Caucaso.
Il Regno Normanno di Sicilia venne creato nel 1130, con Palermo come capitale, 70 anni dopo la prima invasione normanna e 40 dopo la conquista dell'ultima città, Noto nel 1091, e durerà fino al 1198. Oggi si trova nel nord-est la Sicilia occidentale, intorno a Trapani, Palermo e Agrigento, dove il DNA Y normanno è il più comune, con dall'8% al 20% dei lignaggi appartenenti all'aplogruppo I1. Il patrimonio genetico paterno greco antico e medievale è stimato al 37% in Sicilia, e quello arabo è compreso tra lo 0% e il 2,5%. È un malinteso comune che i siciliani siano principalmente di origine araba o comunque africana, ma ciò è stato completamente smentito dall'analisi genetica dei genomi siciliani. Il mito falsificato secondo cui il DNA siciliano fosse di origine araba o moresca è stato fabbricato da nativisti xenofobi anti-italiani provenienti principalmente da nazioni anglofoni. Nel complesso, i contributi paterni stimati dell'Europa centrale dei Balcani e dell'Europa nordoccidentale nel Sud Italia e in Sicilia sono rispettivamente di circa il 63% e il 26%.

## Cultura

### Lingue

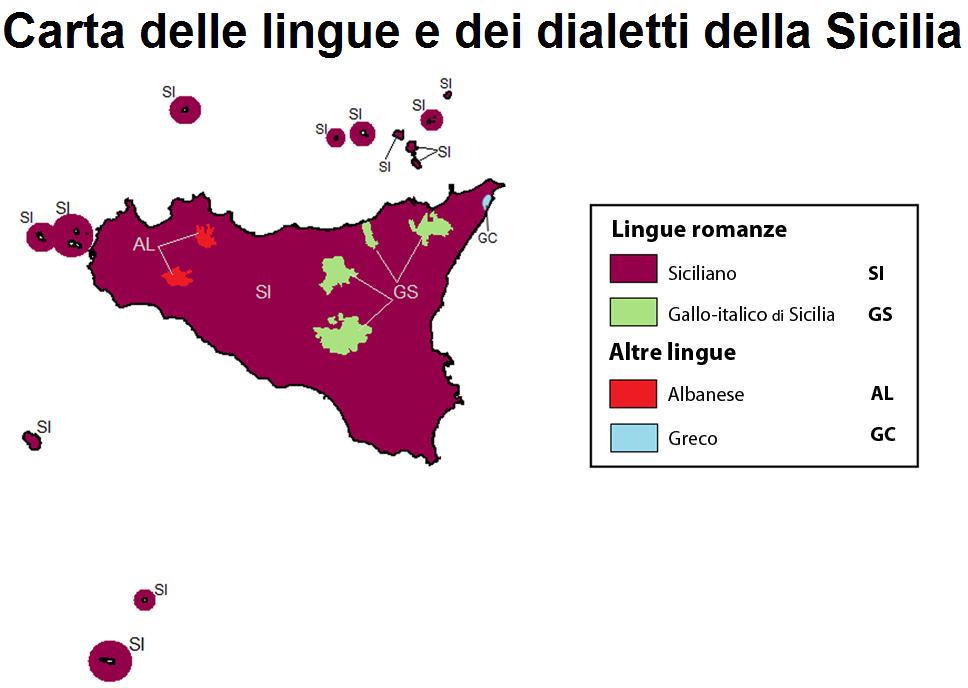

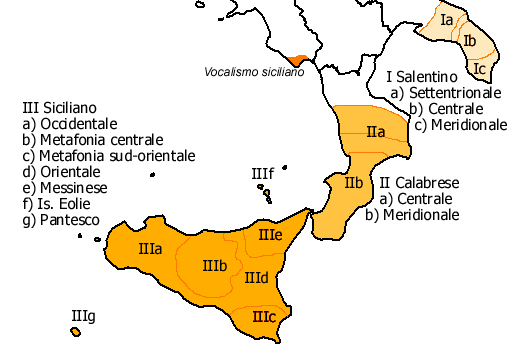
Dialetti della lingua siciliana

Oggi in Sicilia la maggior parte delle persone è bilingue e parla sia l’italiano che il siciliano, una lingua romanza distinta. Molte parole siciliane sono di origine origine neolatina e greca, mentre altre derivano dal normanno, francese, arabo, catalano, occitano, spagnolo e da altre lingue. Altri dialetti del siciliano, o lingue molto vicine ad esso, sono parlati anche nella Calabria meridionale, nel Salento e a Salerno.
Il siciliano ebbe un’influenza precoce nello sviluppo dell’italiano, anche se il suo uso rimase confinato a un’élite intellettuale. Era una lingua letteraria in Sicilia, creata sotto gli auspici di Federico II e della sua corte di notai o Magna Curia, la quale, guidata da Giacomo da Lentini, diede vita anche alla Scuola Siciliana, ampiamente ispirata alla letteratura trobadorica. In questa lingua apparve il primo sonetto, la cui invenzione è attribuita allo stesso Giacomo da Lentini. Il siciliano fu anche la lingua ufficiale del Regno di Sicilia dal 1300 al 1543.
Prima del XX secolo, un gran numero di siciliani parlava solo il siciliano come lingua madre, con poca o nessuna conoscenza fluente dell’italiano. Oggi, sebbene non sia ufficialmente riconosciuto dalla Repubblica Italiana, la lingua siciliana è descritta come “una lingua indigena stabile dell’Italia” dall’Ethnologue ed è riconosciuta come lingua minoritaria dall’UNESCO. È stata inoltre identificata come lingua dalla Regione Siciliana. Tuttavia, l’italiano continua a essere l’unica lingua ufficiale riconosciuta dalla Repubblica Italiana e predomina nell’ambito pubblico, essendo utilizzato come lingua quotidiana nella vita di molti siciliani.
Il dialetto siculo-arabo era una varietà vernacolare dell’arabo parlata in Sicilia e nella vicina Malta tra la fine del IX secolo e la metà-fine del XIII secolo. La lingua si estinse in Sicilia, ma a Malta si evolse infine in quella che oggi è la lingua maltese.
Il dialetto Siculish è la “sicilianizzazione” macaronica di parole e frasi in inglese da parte degli immigrati siciliani negli Stati Uniti all’inizio del XX secolo. Forme di Siculish si trovano anche in altre comunità di immigrati siciliani nei paesi anglofoni, ovvero in Canada e Australia. Una sorprendente somiglianza può spesso essere riscontrata tra queste forme, sia per coincidenza, per i movimenti transnazionali degli immigrati siciliani, o più probabilmente, per l’adattamento logico dell’inglese utilizzando norme linguistiche della lingua siciliana.

### Arte e architettura
Il dammuso (in siciliano dammusu) è una tipica casa che si trovano presenti solo nell'isola di Pantelleria. Antiche abitazioni rurali adibite al ricovero del bestiame,  e poi adibite ad abitazioni. Interamente costruite in pietra lavica e tetto a volta (classico) o a volta reale per le camere più ampie. 

### Religione
Storicamente, la Sicilia è stata una terra di molte religioni, tra cui il Cristianesimo, l’Islam, le religioni native, L’Ebraismo, il Paganesimo classico, le religioni fenicio-cartaginesi, religioni indoeuropee e l’Ortodossia bizantina, la cui convivenza è stata spesso vista come un esempio ideale di multiculturalismo religioso. Oggi la maggior parte dei siciliani è battezzata come cattolica. Il Cattolicesimo di rito gallicano e la latinizzazione in Sicilia ebbero origine con gli occupanti normanni dell’isola, e le conversioni forzate continuarono sotto gli invasori spagnoli, durante i quali la maggioranza della popolazione siciliana fu costretta a convertirsi dalle proprie religioni precedenti. Nonostante la spinta storica verso il Cattolicesimo in Sicilia, una minoranza di altre comunità religiose continua a prosperare nell’isola.
Siciliani cattolici
Per i cattolici in Sicilia, la Vergine Odigitria è la patrona della regione. Il popolo siciliano è inoltre noto per la profonda devozione verso alcune sante siciliane: le martiri Agata e Lucia, che sono le patrone rispettivamente di Catania e Siracusa, e la santa eremita Rosalia, patrona di Palermo. I siciliani hanno dato un contributo significativo alla storia di molte religioni. Vi sono stati quattro papi siciliani (Agatone, Leone II, Sergio I e Stefano III) e un patriarca ecumenico di Costantinopoli di origine siciliana (Metodio I). La Sicilia è anche menzionata nel Nuovo Testamento, negli Atti degli Apostoli 28:11–13, in cui San Paolo visita brevemente la Sicilia per tre giorni prima di lasciare l’isola.
Siciliani musulmani
Durante il periodo di dominazione musulmana, molti siciliani si convertirono all’Islam. Sull’isola nacquero numerosi studiosi islamici, tra cui l'imām al-Mazarī, un importante giurista della scuola malikita del diritto islamico sunnita. Sotto il regno di Federico II, tutti i musulmani furono espulsi dall’isola in seguito a una ribellione dei saraceni locali, che desideravano mantenere la propria indipendenza nella Sicilia occidentale ma non poterono farlo a causa delle richieste di Papa Gregorio IX. Qualsiasi musulmano rimasto venne infine espulso dall’Inquisizione spagnola.
Comunità ebraica siciliana

Esiste una leggenda secondo cui gli ebrei furono portati per la prima volta in Sicilia come schiavi catturati nel I secolo, dopo la caduta di Gerusalemme nel 70 d.C. per mano dei Romani. Tuttavia, si presume generalmente che la popolazione ebraica in Sicilia fosse presente già prima della distruzione del Tempio di Gerusalemme. Il rabbino Akiva visitò la città di Siracusa durante uno dei suoi viaggi all’estero. L’ebraismo in Sicilia fu la prima religione monoteista ad apparire sull’isola. La comunità ebraica siciliana rimase fino a quando i sovrani aragonesi, la regina Isabella I di Castiglia e Ferdinando II di Aragona, li espulsero nel 1493 con il Decreto di Alhambra. Il 3 febbraio 1740, il re napoletano Carlo III – noto come re illuminato – emise una proclamazione composta da 37 paragrafi in cui, per la prima volta, gli ebrei venivano formalmente invitati a ritornare in Sicilia. Tuttavia, l’iniziativa ebbe scarso successo.
La comunità ebraica siciliana oggi conta ancora alcuni membri attivi e ha mostrato una limitata ripresa negli ultimi anni. Nel 2005, per la prima volta dall’espulsione, fu celebrato un Seder di Pesach in Sicilia (a Palermo), tenuto da un rabbino milanese. La comunità ebraica in Sicilia è in parte guidata dal rabbino Stefano Di Mauro, un italoamericano di origine siciliana e discendente di neofiti siciliani. Nel 2008, ha aperto una piccola sinagoga, ma non ha ancora stabilito una congregazione ebraica a tempo pieno sull’isola. I servizi si tengono settimanalmente durante lo Shabbat e nei giorni santi principali. Inoltre, Shavei Israel ha espresso interesse ad agevolare il ritorno dei Bnei Anusim siciliani all’Ebraismo.

## Galleria d'immagini

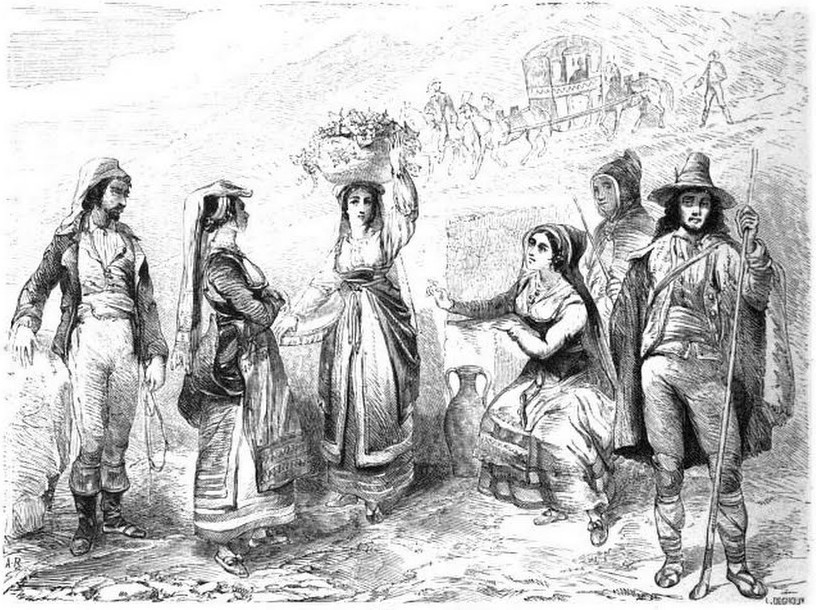
Usi e costumi siciliani, Le Tour du Monde, Émile Rouargue, 1860
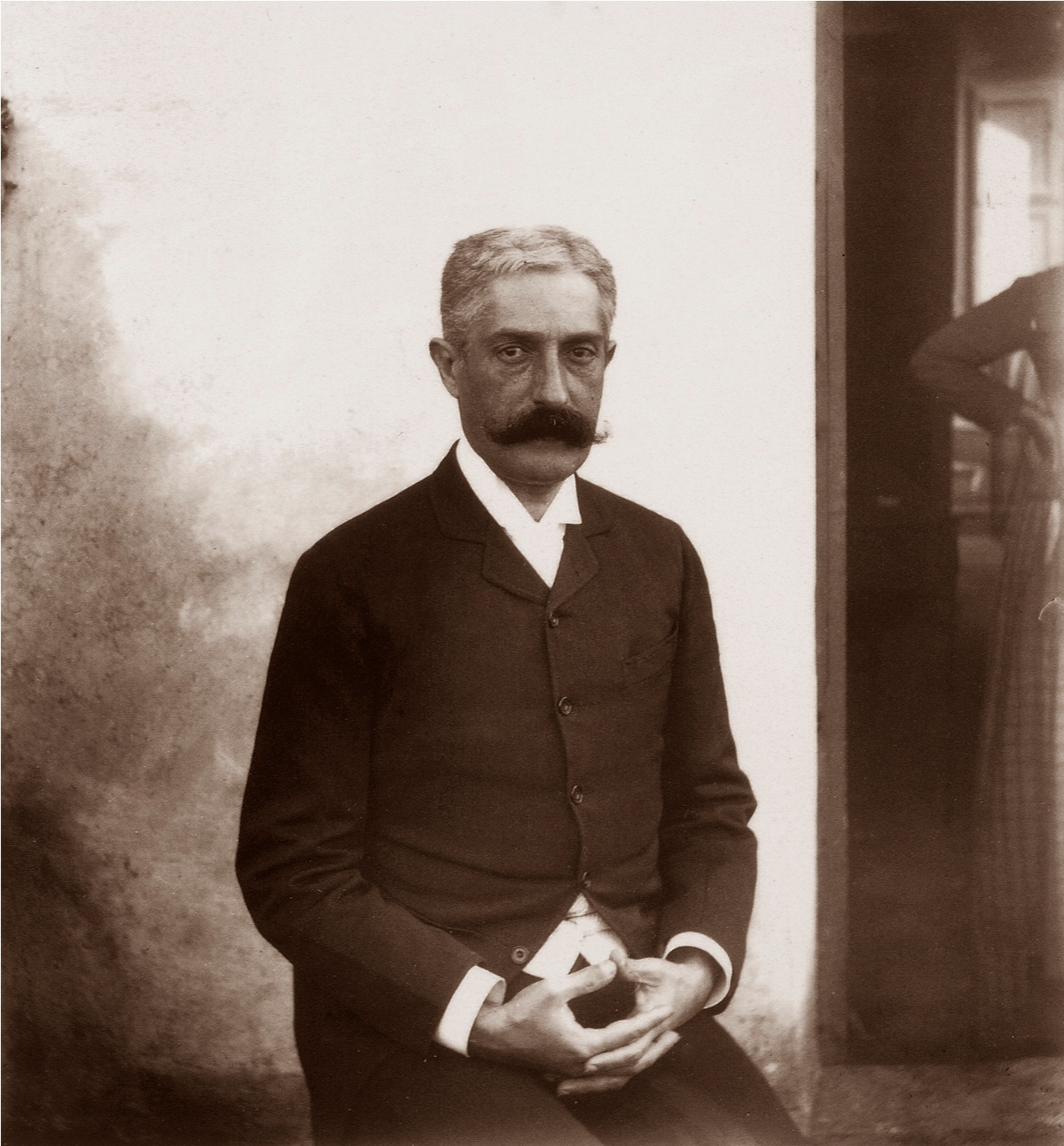
Giovanni Verga, scrittore verista siciliano, 1887
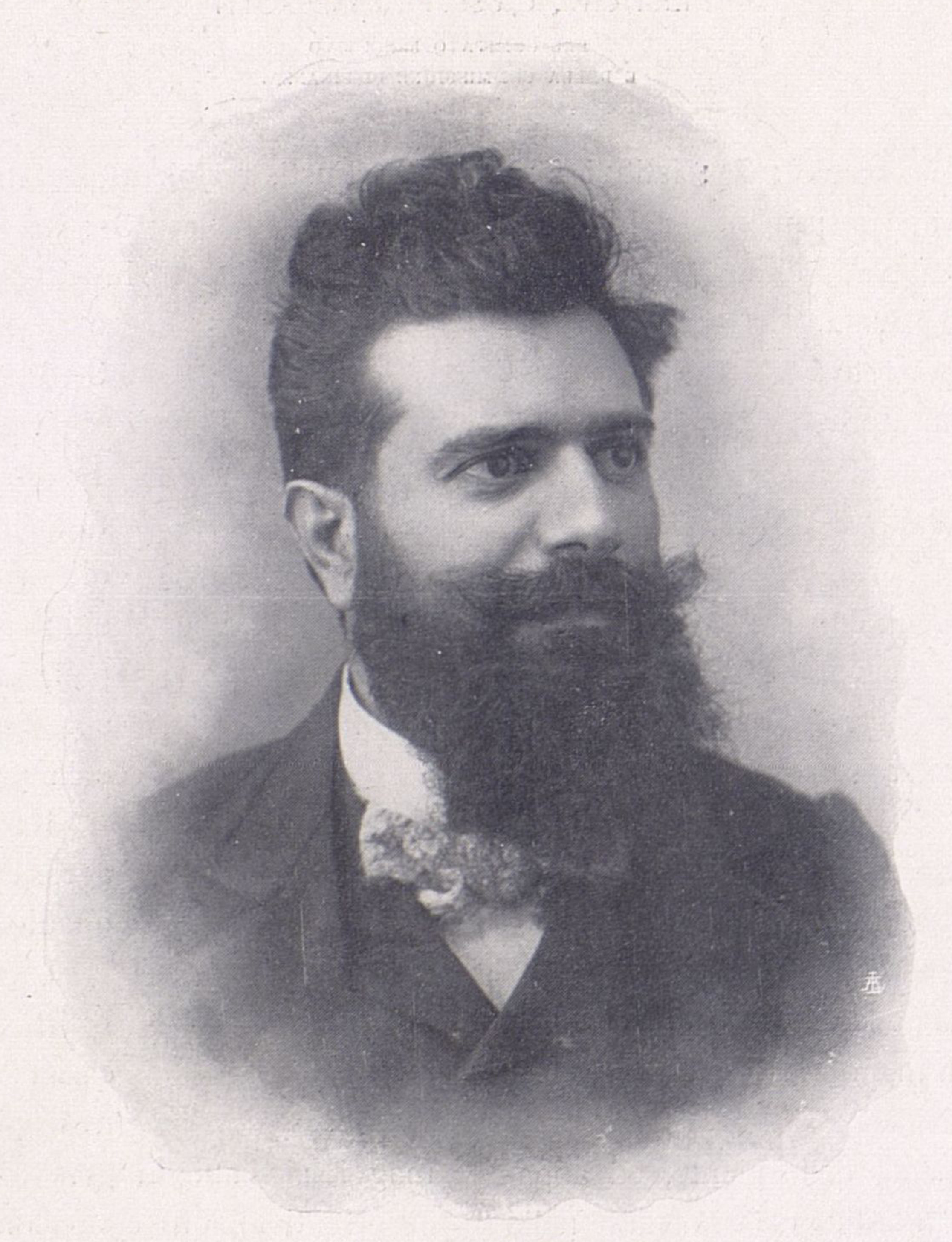
Luciano Franco, ingegnere e architetto siciliano, 1908
Paolo Borsellino, magistrato, e Leonardo Sciascia, scrittore e giornalista, entrambi siciliani, 1988
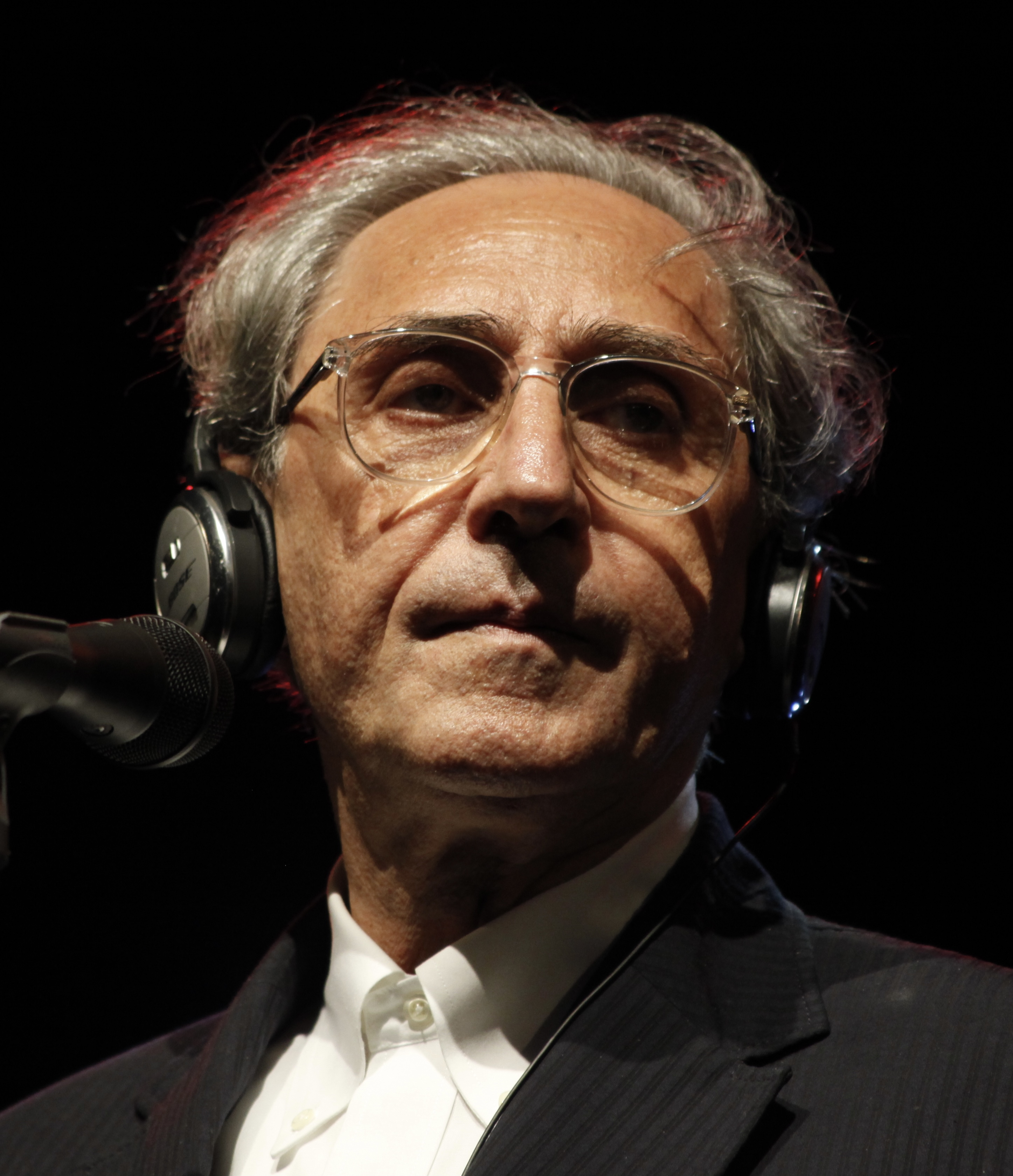
Franco Battiato, cantautore e musicista siciliano, 2010
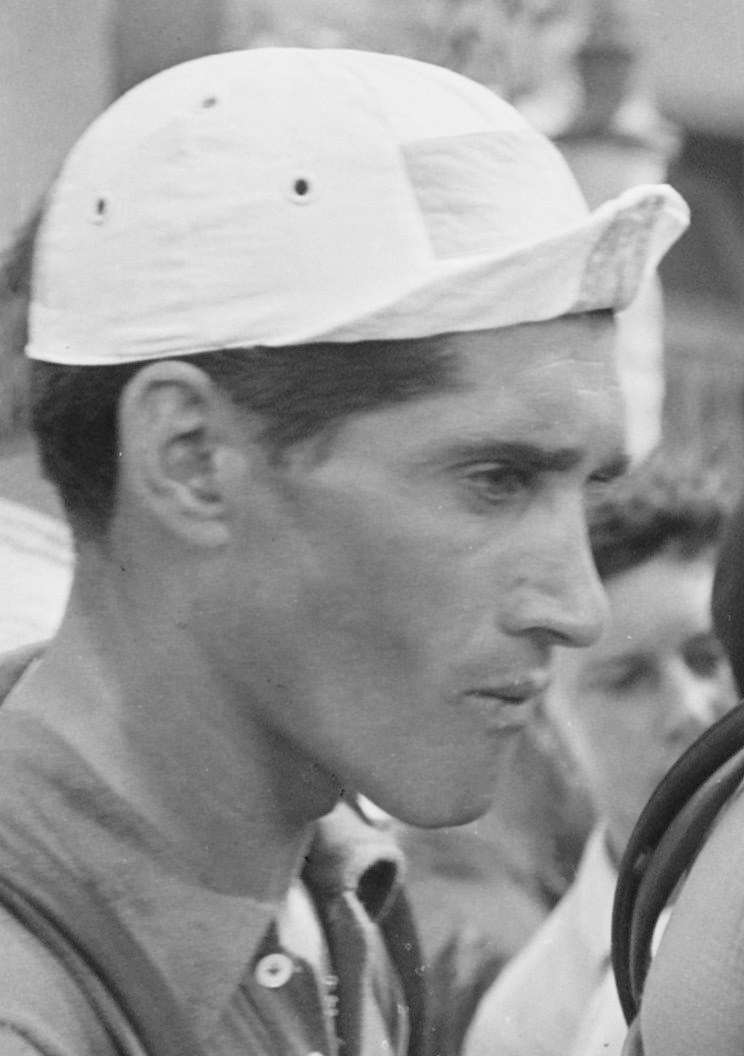
Giovanni Corrieri, ciclista siciliano, 1952
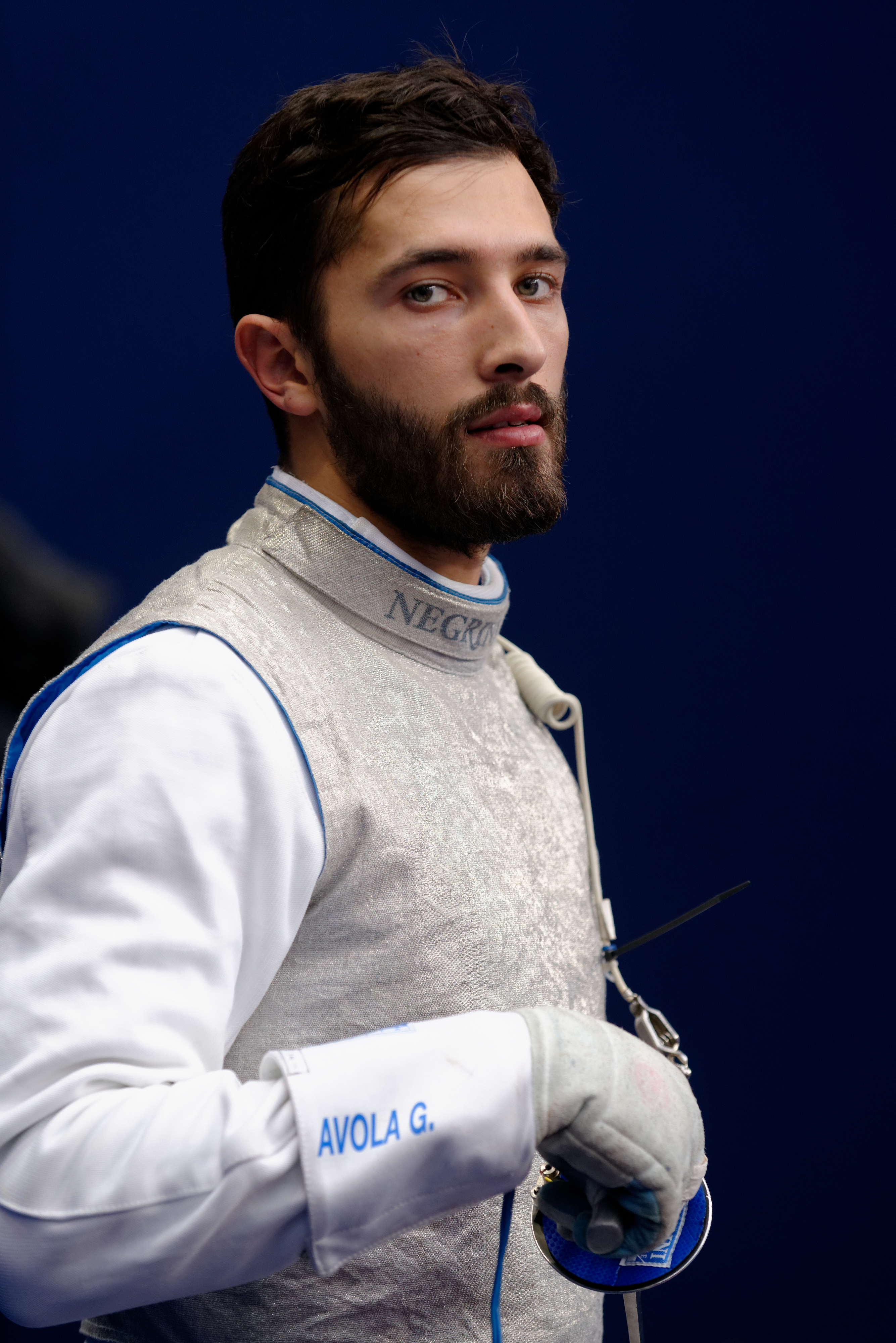
Giorgio Avola, schermidore siciliano, 2014
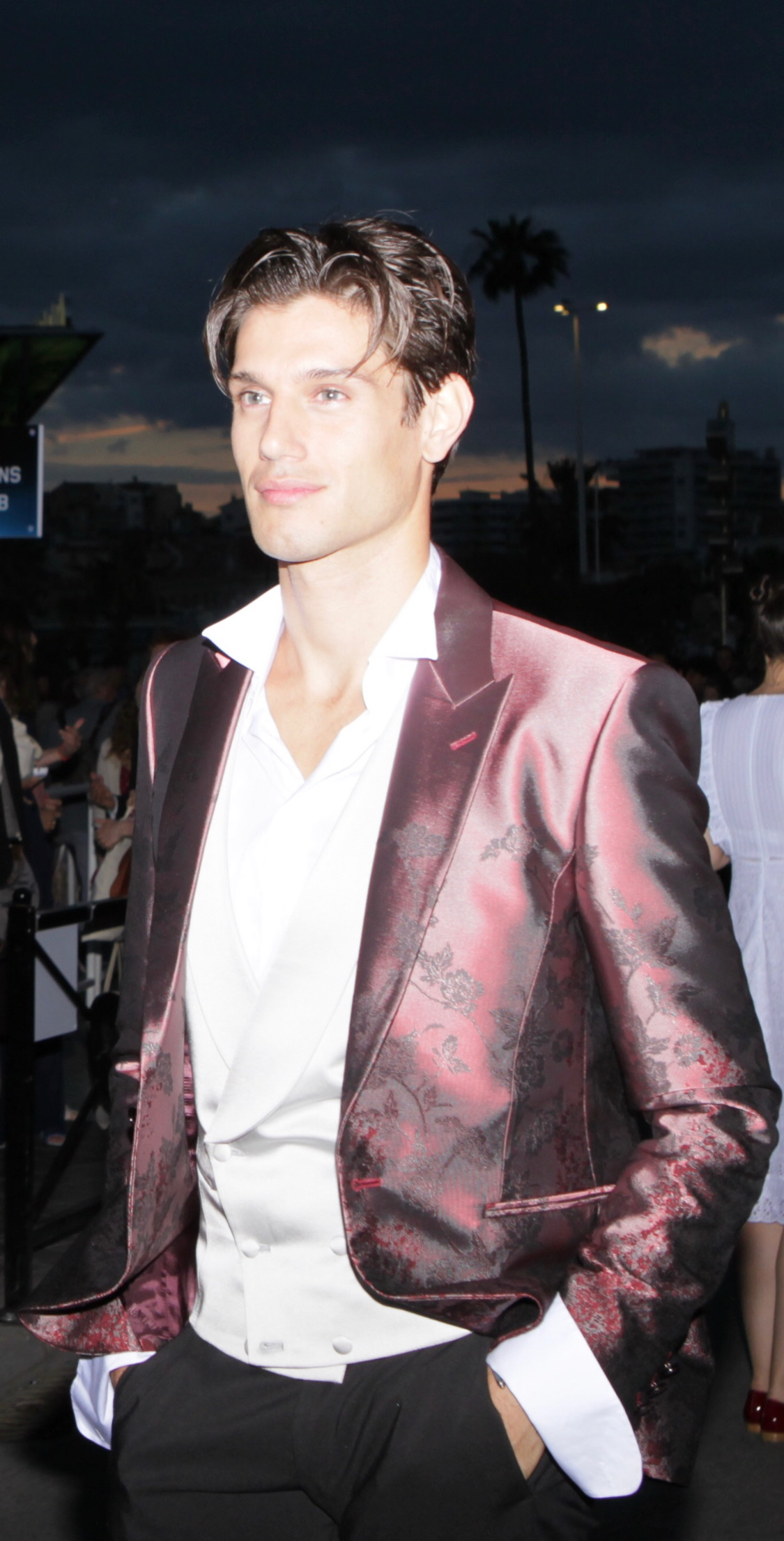
Marco Castelli, modello siciliano, 2021
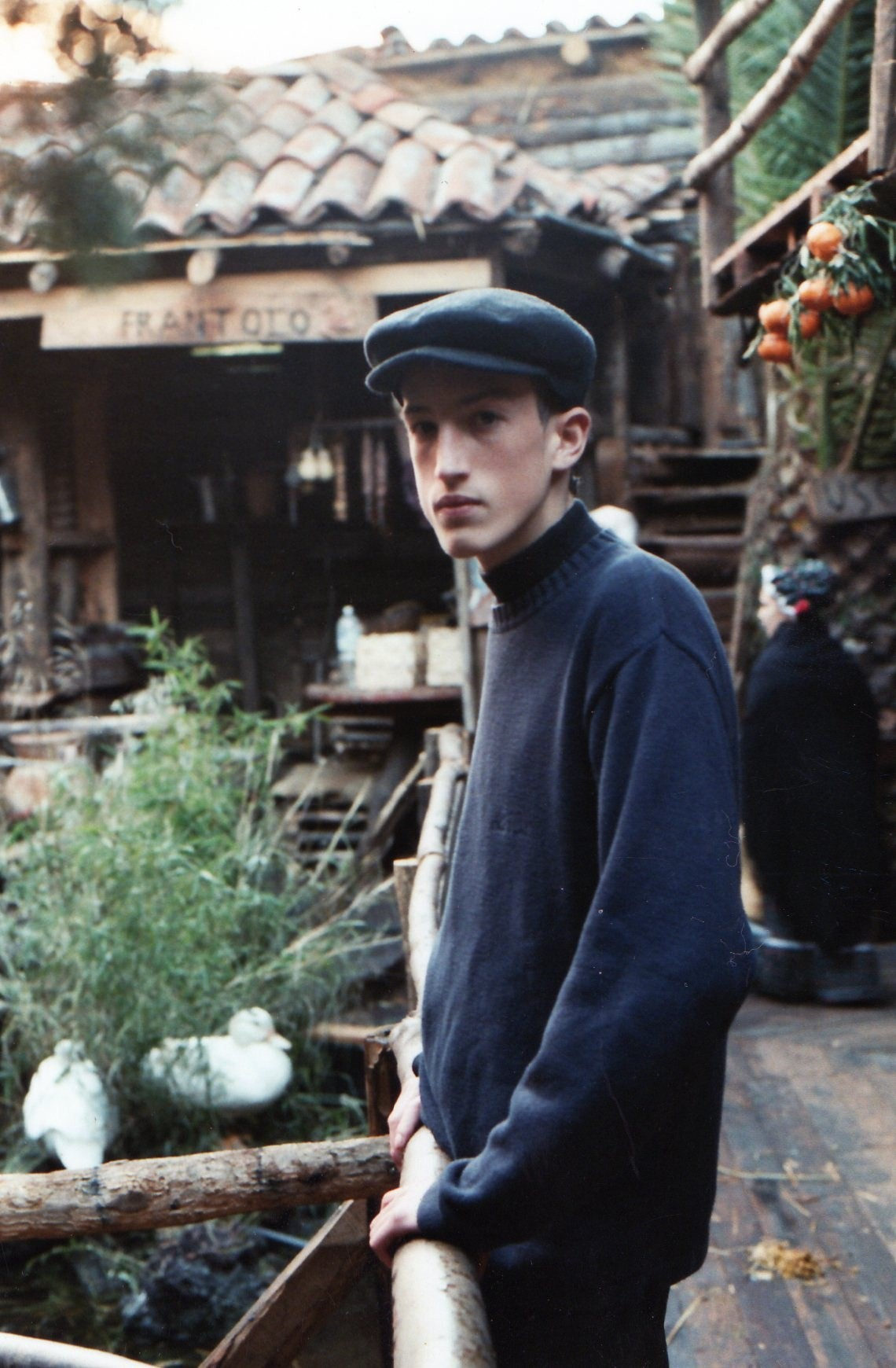
Ragazzo siciliano con coppola, 2005
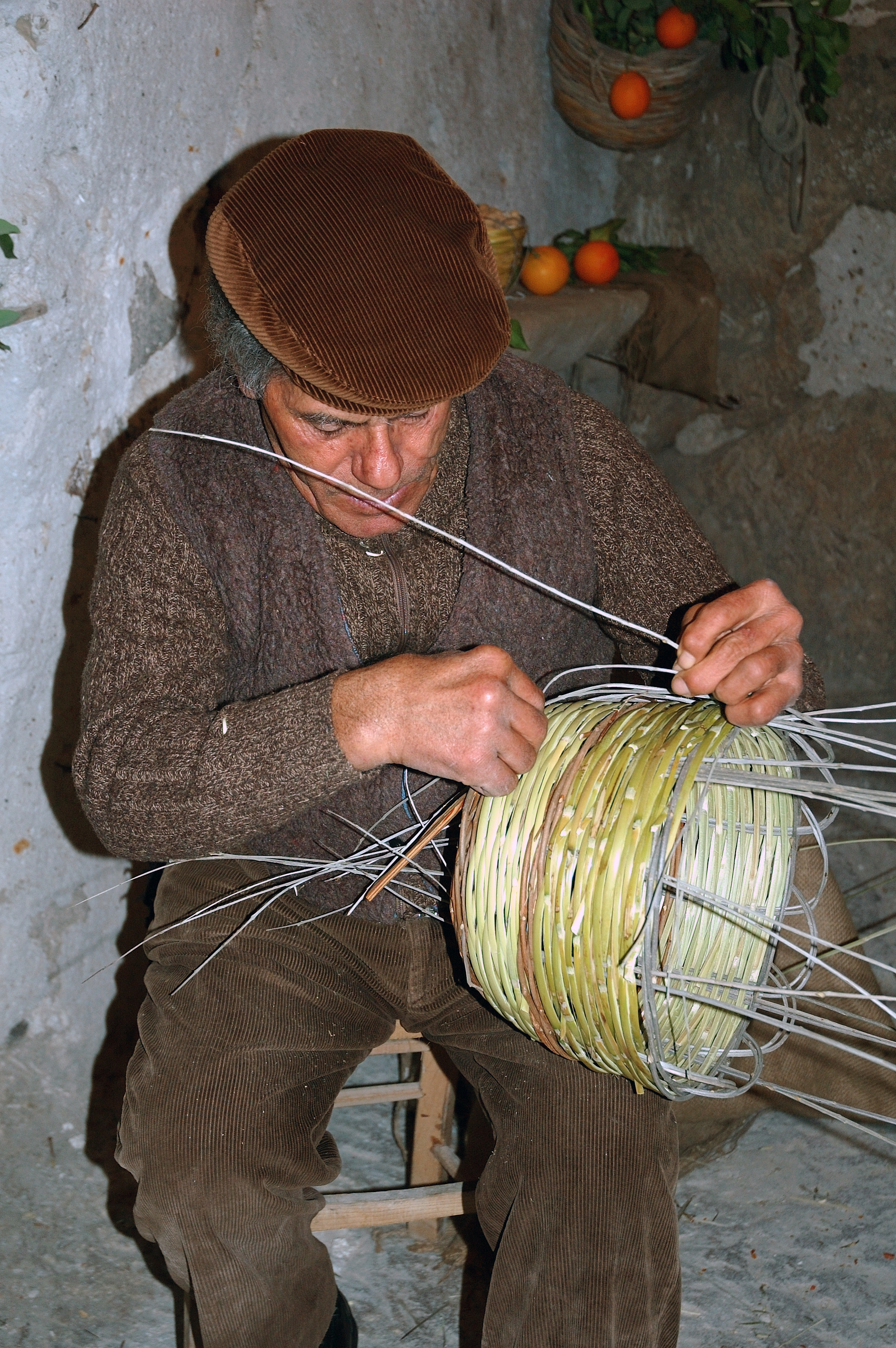
'U panararu, 2006
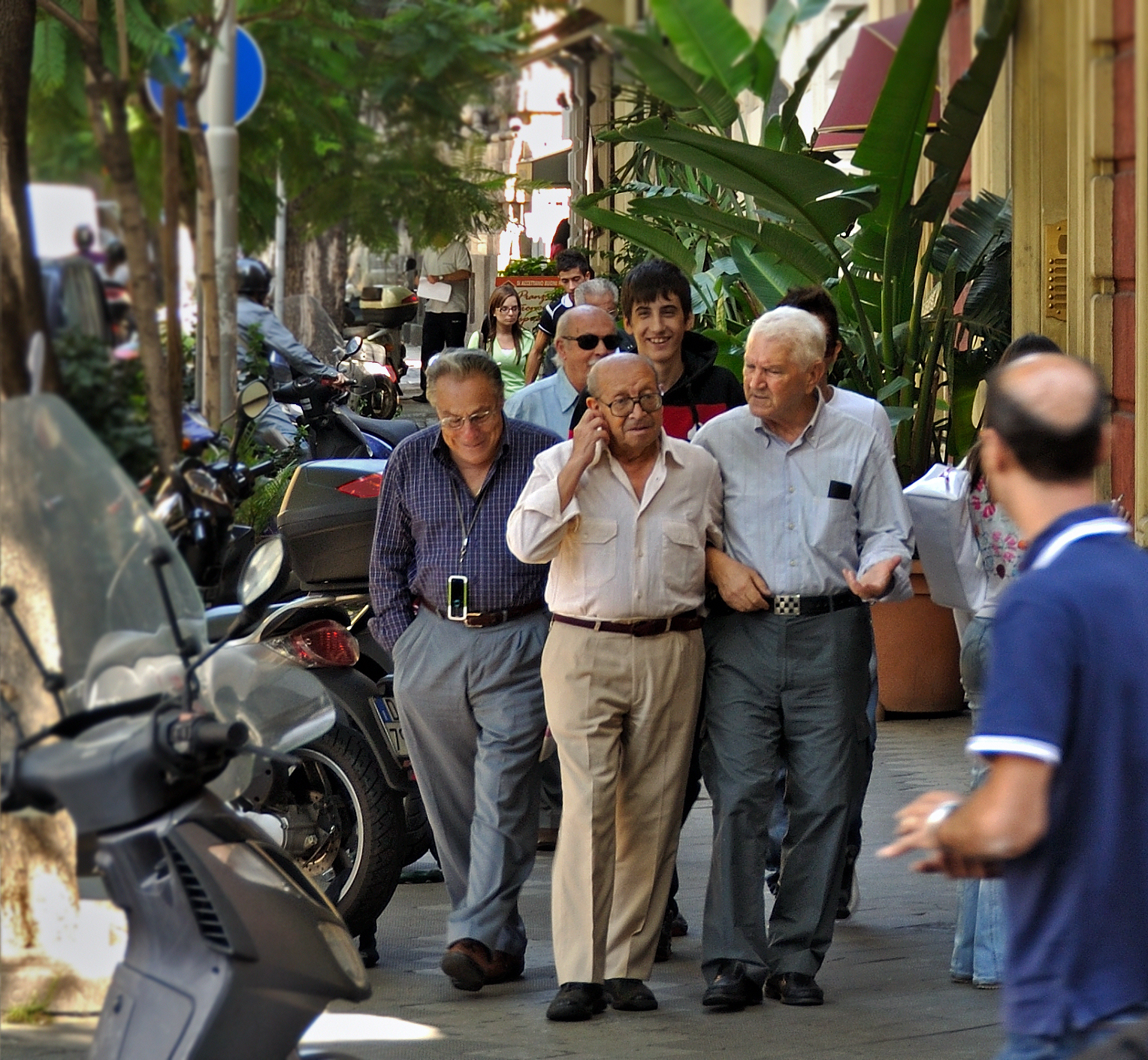
Siciliani a passeggio per Catania, Italia, 2009
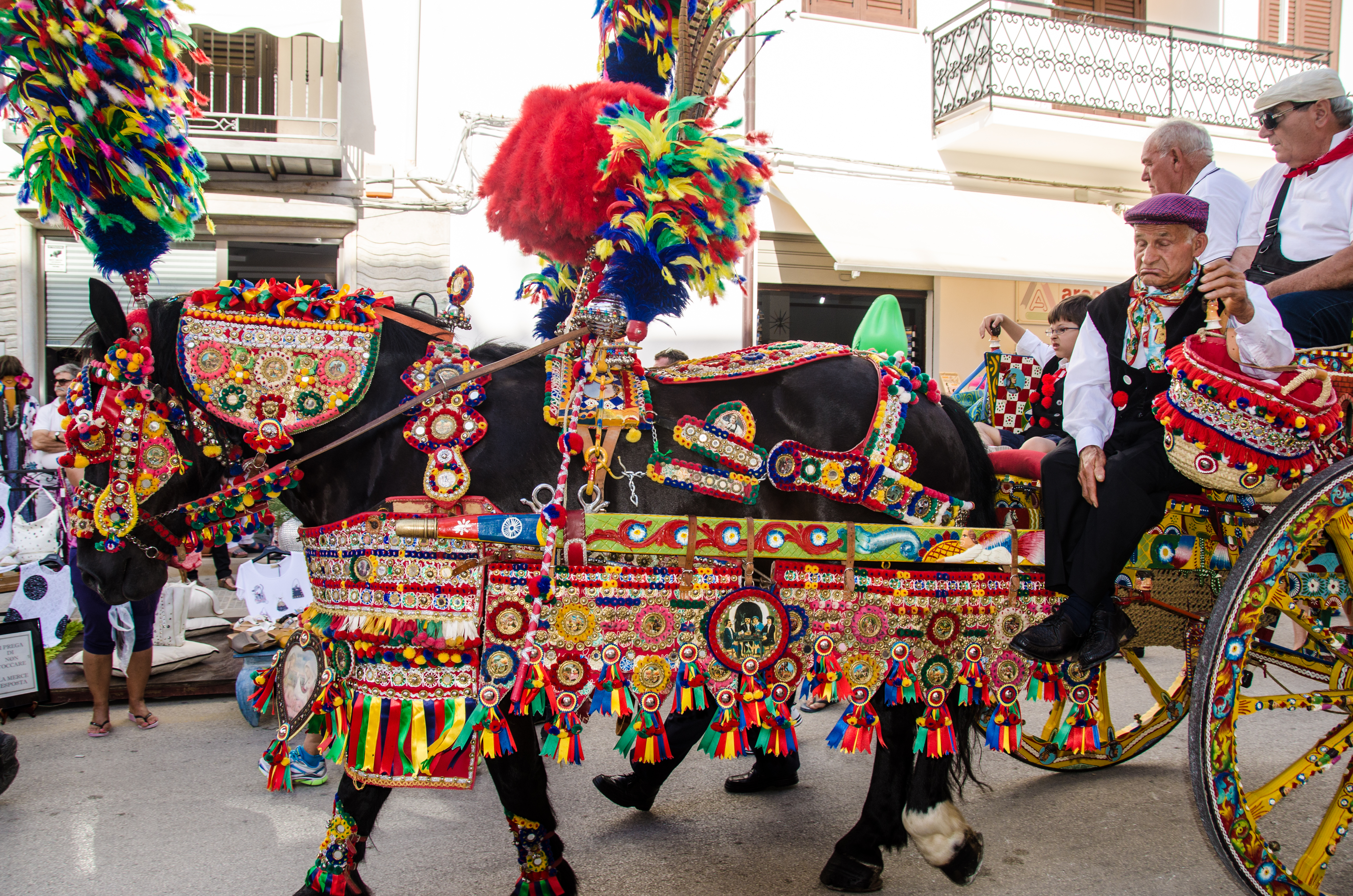
Carretto siciliano, 2015